# 弯梗芥
弯梗芥（学名：Lignariella hobsonii），为十字花科弯梗芥属下的一个植物种。